# Вуйчич, Првослав
Првослав Вуйчич (Пожаревац, 20 июля 1960) сербский писатель, поэт, журналист и афорист.

## Биография

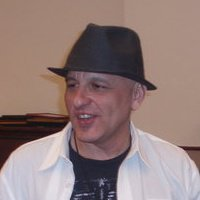
Првослав Вуйчич

Првослав Вуйчич является членом Сербской Ассоциации писателей, Ассоциации писателей Республики Сербской и Международной ассоциации поэтов (США).
Он является почетным членом Ассоциации литературных художников (Канада).
Международная ассоциация поэтов провозгласилa его в 2007 году послом поэзии Соединенных Штатов Америки.

## Работы
Опубликовал сборники стихов:
- «Размышления одного трупa» (Белградская книга, 2004.)
- «Белград, хорошо, из Торонто к тебе» (Белградская книга, 2004.)
- «Кастрация ветрa» (Белградская книга, 2005.)
- «Девятоe поколениe Вселенной» (Белградская книга, 2005.)